# پیروزی روح
پیروزی روح (به انگلیسی: Triumph of the Spirit) فیلمی محصول سال ۱۹۸۸ و به کارگردانی رابرت ام یونگ است. در این فیلم بازیگرانی همچون ویلم دفو، ادوارد جیمز آلموس، رابرت لوجا، وندی گازاله، کستاس مندیلر، کاریو سالم و ادوارد ژنتارا ایفای نقش کرده‌اند.